# Saint-Brice-sous-Forêt
Saint-Brice-sous-Forêt je francouzská obec v departementu Val-d'Oise v regionu Île-de-France. V roce 2014 zde žilo 14 795 obyvatel.

## Poloha obce
Sousední obce jsou: Écouen, Groslay, Montmorency, Piscop a Sarcelles.

## Vývoj počtu obyvatel
Počet obyvatel